# Revolcado

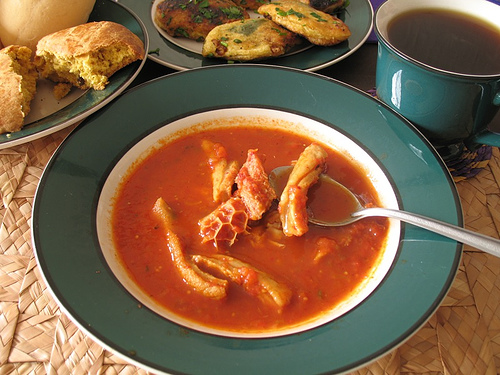
Revolcado, Guatemala

El revolcado es un platillo guatemalteco resultado de la fusión culinaria entre la cultura mestiza y la cultura maya. Su característica principal es el uso de la cabeza del cerdo y una salsa elaborada con chile pimiento y tomate. El aspecto de utilizar la cabeza y el hígado de cerdo tiene un origen económico, utilizando todas las partes del animal. En algunas variaciones de la receta incluso se utiliza el corazón del cerdo.  El estofado es cocido a fuego lento, se suelen utilizar semillas de achiote que le dan su característico colo rojo y aportan un ligero sabor dulce.

## Historia
Al igual que muchos platillos de la región es el resultado de una mezcla entre las culturas mestiza y la cultura maya. El principal ingrediente del platillo, el cerdo, fue introducido por los conquistadores.

## Preparación
Las semillas de achiote se colocan a hervir durante 24 horas. Se coloca la cabeza del cerdo en una olla con agua y sal a fuego lento hasta que la carne de la cabeza este tierna. Luego se retira y se corta en trozos pequeños. Se puede incluso agregar el hígado y el corazón del cerdo.
El recado es una mezcla de chiles, tomates, cebollas, ajos y pimientos. Estos ingredientes se asan y luego se licúan. Se mezcla con el hígado y se cocina a fuego lento durante una hora. Se añade la carne de la cabeza y se sirve con arroz blanco.